# Angeline Moncayo
Angeline Vanessa Moncayo Melo (Cali, Valle del Cauca, Colombia, 4 de noviembre de 1979), conocida artísticamente como Angelly Moncayo, es una actriz y modelo colombiana, reconocida por su participación en telenovelas como Flor salvaje, Más sabe el diablo y Corazón valiente. 

## Carrera
En el año 1999 apareció en Pandillas, guerra y paz interpretando a Valentina.
Desde el año 1998 hasta el año 2001 participó en Padres e hijos, donde la actriz representa a Violeta junto a actores como Luz Stella Luengas.
En el año 1999 participa en Yo soy Betty, la fea interpretando a Karina Larson.
En el año 2004  participó  en el reality show La isla de los famosos Colombia
Ha participado además en las telenovelas Dame chocolate, La dama de Troya, Sin senos no hay paraíso, Más sabe el diablo, La diosa coronada, Flor salvaje y Corazón valiente, entre otras. 
Uno de sus papeles más importantes fue "Marina" en Más sabe el diablo y ganó un premio a la mejor actriz de reparto por Telemundo.

## Filmografía

### Televisión
- La viuda negra 2 (2016) — Daga.
- Dama y obrero (2013) — Gemma Pacheco Maldonado.
- Corazón valiente (2012-2013) — Laura Aguilar.
- Flor salvaje (2011-2012) — Correcaminos / Elena.
- Decisiones extremas (2010) — Ep: A imagen y semejanza
- La diosa coronada (2010) — Zulma.
- Más sabe el diablo (2009-2010) — Marina.
- El cartel (2008) — Giselle (esposa de Anestesia).
- Sin senos no hay paraíso (2008-2009) — Chica Titi.
- La dama de Troya (2008-2009) — Melinda Contreras.
- Decisiones (2007) — Verónica Ep: Apuestas peligrosas
- Dame chocolate (2007) — María Sánchez.
- Retratos (2003) — Alejandra.
- Noticias calientes (2002) — Tatiana "Tati" Munevar.
- Siete veces Amada (2002) — Dra. Isabela.
- La baby sister (2000-2001) — Sofía Pelvis.
- A donde va Soledad (2000-2001) — Felicia.
- Yo soy Betty, la fea (1999-2001) — Karina Larson.
- Padres e hijos (1998) — Violeta.
- Pandillas, guerra y paz (1999) — Valentina.
- La mujer en el espejo (1997-1998)

## Premios y nominaciones
- Telemundo a mejor Actriz de Reparto por: Más sabe el diablo